# Augusto Massi
Augusto Massi (São Paulo, 1959) é um poeta, professor universitário e editor brasileiro.

## Vida e obra
Formou-se em jornalismo na PUC-SP e começou sua carreira como crítico literário no jornal Folha de S. Paulo em 1984. Entre 1988 e 1991, foi responsável por um dos mais importantes lançamentos editoriais da década, a coleção de poesia Claro Enigma, publicada pela livraria Duas Cidades, que editou livros de Francisco Alvim, José Paulo Paes, Orides Fontela, Sebastião Uchoa Leite, Alberto Martins, Alcides Villaça, Ronaldo Brito, João Moura Jr., Maria Lúcia Alvim, Paulo Henriques Britto, Duda Machado, Age de Carvalho e Rubens Rodrigues Torre Filho.
Em 1991, Massi organizou a série de debates "Artes e ofícios da poesia" que, além dos poetas acima citados, reuniu vários outros como Adélia Prado, Armando Freitas Filho, Alexei Bueno, Carlos Ávila, Felipe Fortuna, Glauco Mattoso e Manoel de Barros, cujos depoimentos foram reunidos em livro. No mesmo ano, lançou o seu primeiro livro de poemas, Negativo (Companhia das Letras). Dez anos depois, veio a luz, Vida errada, pela Coleção Moby Dick, da editora carioca 7 Letras.
Desde 1990, é professor de Literatura Brasileira na Universidade de São Paulo. Em 1992, defendeu seu mestrado, Espacio: inventário e invenção, tradução comentada de um poema em prosa do poeta espanhol Juan Ramón Jiménez. Em 2004, concluiu seu doutorado, Militante bissexto: o crítico Prudente de Morais, Neto.
Por dez anos (2001-2011), contribuiu com a editora Cosac Naify.
Como crítico, organizou diversos volumes, entre eles Poesia completa de Raul Bopp (José Olympio/ Edusp, 1980), Gaveta de guardados, memórias do pintor Iberê Camargo (Edusp, 1998) e Eu vi o mundo, memórias do pintor Cícero Dias (Cosac Naify, 2011). Com a colaboração de Júlio Castañon, reuniu em Poesia traduzida traduções realizadas por Carlos Drummond de Andrade (Cosac Naify, 2011). Também reeditou, ao lado de Milton Ohata, dois livros de ensaios de Drummond: Confissões de Minas (1944) e Passeios na ilha (1952), ambos pela Cosac Naify, 2011. Em 2013, organizou e prefaciou "Retratos parisienses", de Rubem Braga (José Olympio).
Foi editor da revista de poesia Inimigo Rumor, ao lado do poeta carioca Carlito Azevedo, bem como da revista Teresa, publicação da pós-graduação da área de Literatura Brasileira na USP.
Em 2016 publica o livro intitulado "Monstros do Cinema" SESI-SP, em parceria com Daniel Kondo. O livro recebeu o prêmio FNLIJ 2017 como o melhor livro na categoria Livro-brinquedo, o Selo Altamente Recomendável FNLIJ 2017 na categoria livro-brinquedo. Foi também finalista do Prêmio Jabuti neste mesmo ano, na categoria de livro Infantil Digital.